# Церковь Святого Петра (Мюнхен)
Церковь Святого Петра (нем. St. Peter), — самый старый католический приходской храм Мюнхена. Его 91 метровая башня известна в народе как «Альтер Петер» (Старина Петр) и является визитной карточкой города.

## История

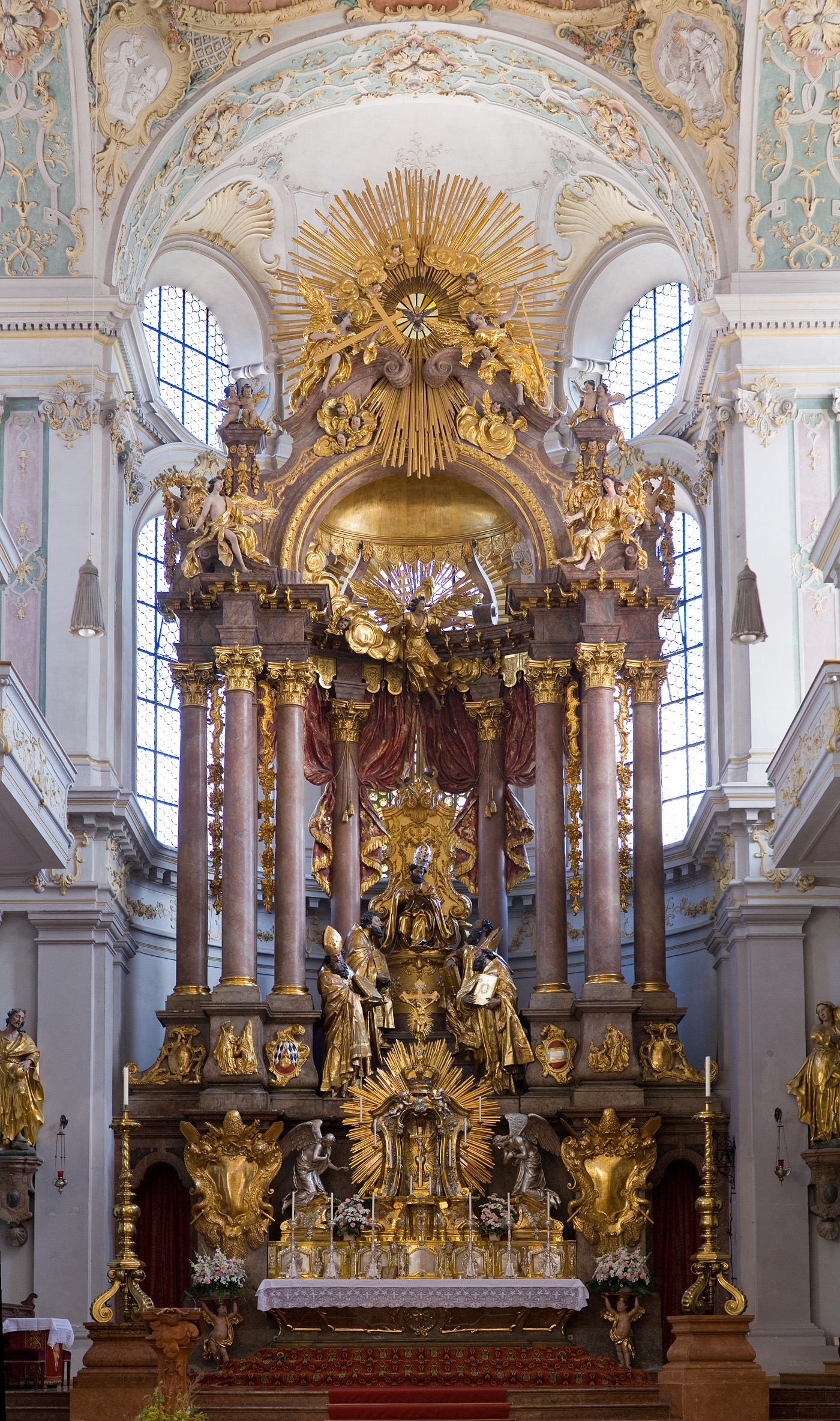
Алтарь церкви в рокайльном стиле.

### Романская церковь и предыстория
Строительство началось в XI веке на месте старой деревянной церкви на холме Петерсбергль. В 1181 году Оттон I Виттельсбах приказал расширить эту церковь, построенную в баварском романском стиле, и потом она была освящена епископом Отто фон Фризингом. Впервые церковь упоминается в грамоте 1225/1226 года по случаю её посещения герцогом Людвигом Кельхаймским, где названа как ecclesia sancti Petri Muonichen.
Примерно через 100 лет церковь была снесена, а на её месте была возведена новая церковь и освящена в 1284 году.

### Готическая церковь
В результате пожара в начале XIV века церковь Святого Петра была сильно разрушена. Она была восстановлена, но уже в готическом, а не романском стиле.

### Барочная церковь
Ещё до тридцатилетней войны было принято решение расширение восточной части храма, которое планировал Исаак Бадер. В 1630 году начали сносить готическую восточную часть хора, чтобы создать барочное триконховое завершение. Из-за военных действий перестройка завершилась только в 1636 году.
В 1654 произошло очередное изменение: надстроили органные эмпоры, оратории над боковыми кораблями нефов и боковые порталы вместо готического на западе.
В XVIII веке церковь Святого Петра была перепроектирована в стиле рококо архитектором Иоганном Баптистом Циммерманом. Николаус Готтфрид Штубер спроектировал новый алтарь, вдохновившись работами Бернини в римском соборе Св.Петра.

### Храм в XIX-начале XX века

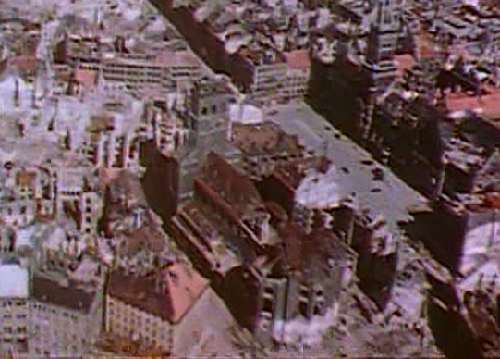
Аэрофотосъёмка собора в 1945 году после разрушений.

Храм претерпел в это время три реставрации:
- "Зелёный ремонт" 1844 года: открытие готического алтаря Шренка 1400 года
- "Жёлтый ремонт" 1882 года
- "Серый ремонт" 1911-1912 годов

### Храм после Второй мировой войны
Церковь была серьёзно разрушена во время Второй мировой войны. 25 февраля 1945 года две фугасные бомбы попали в церковь во время воздушного налёта. Сгорели башни, наружные стены хоров - реконструкция казалась невозможной. Из финансовых соображений хотели восстановить только башню-символ и часть хора, а остальное снести, но по инициативе двух настоятелей храма полная реставрация началась в 1946 году. Внешний вид церкви восстановили к 1954 году, а работы по восстановлению интерьера продолжались до 2000 года.

## Архитектура

### Внешний вид

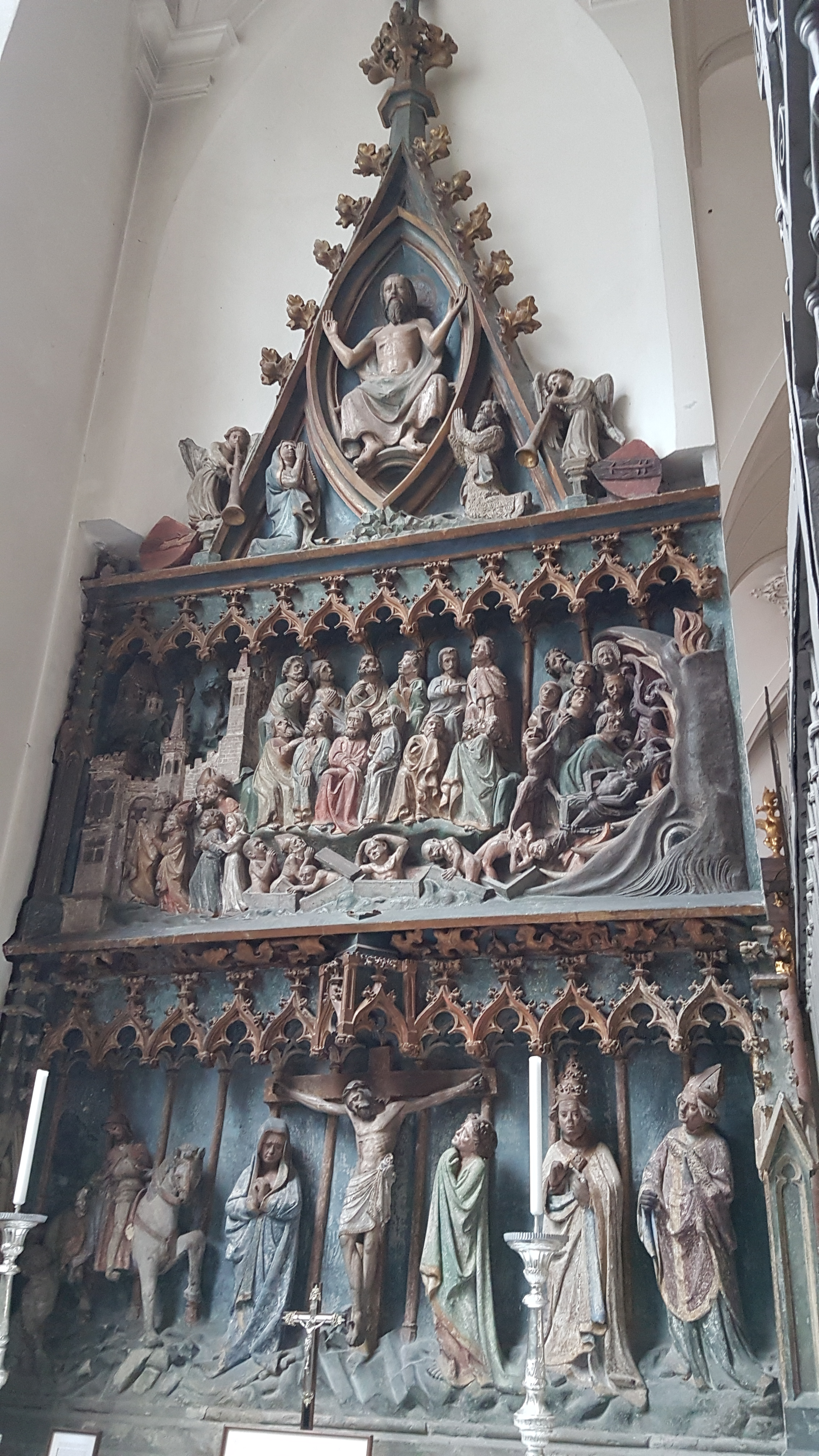
Алтарь Шренка (1400)

Церковь Св.Петра - трёхнефная базилика.

### Интерьер
Доминантой внутреннего пространства является высокий алтарь, для которого мюнхенский скульптор Эразмус Грассер сделал фигуру Святого Петра. Также внутри размещены 5 картин Яна Полака и несколько алтарей Игнаца Гюнтера. Потолочные фрески Иоганна Баптиста Циммермана были поновлены во время реставрации 1999-2000 годов.